# Dobrohorszcza
Dobrohorszcza (ukr. Доброгорща) – wieś na Ukrainie, w obwodzie chmielnickim, w rejonie chmielnickim, w hromadzie Hwardijśke. W 2001 liczyła 809 mieszkańców, spośród których 800 wskazało jako ojczysty język ukraiński, a 9 rosyjski.